# N,N-二乙基色胺
N,N-二乙基色胺（英語：N,N-Diethyltryptamine，缩写DET，也称为T-9）是一种迷幻药物，是N,N-二甲基色胺（DMT）、4-羟二乙基色胺（4-HO-DET）的结构类似物。